# Glória Godinho Alves
Glória Godinho Alves (26 de dezembro de 1957) é uma magistrada do Ministério Público de Portugal.
Fez parte da equipa que investigou o caso conhecido como Apito Dourado, coordenada por Maria José Morgado. Foi a autora do arquivamento do chamado Caso Bexiga.
Fez parte de uma equipa de magistrados portugueses que esteve a cooperar em Timor-Leste em 2013/2014, no âmbito do Protocolo entre o Ministério da Justiça de Timor-Leste, o Ministério da Justiça de Portugal e o PNUD – Programa das Nações Unidas para o Desenvolvimento. Em Timor-Leste foi colocada no Gabinete de Combate à Corrupção, como procuradora.
Em 31 de outubro de 2014, o Governo de Timor-Leste expulsou-a, juntamente com mais dois magistrados portugueses, alegando que a sua presença naquele território era "uma ameaça aos interesses e à dignidade da República Democrática de Timor-Leste".